# Красовский, Арнольд Янович
Красо́вский Арно́льд Я́нович (27 июля 1933, Запорожье — 17 мая 2017, Киев) — советский и украинский учёный в области физики металлов и механики разрушения материалов, прочности элементов конструкций. Доктор физико-математических наук (1973), профессор (1984). Член-корреспондент Академии наук Украины.

## Биография
Родился 27 июля 1933 года в городе Запорожье.
По окончании в 1956 году теплотехнического факультета Киевского политехнического института он был направлен на работу в город Коломна Московской области на тепловозостроительный завод Министерства транспортного машиностроения СССР, где в то время разворачивалось проектирование нового транспортного средства — газотурбовоза. Работал инженером-конструктором и руководителем группы расчётов на прочность ответственных деталей турбины и компрессора.
В 1960 году вернулся в Киев, где занимался диагностированием и ремонтом паровых турбин в пусконаладочном управлении «Оргэнергоавтоматика». В 1961 году поступил в аспирантуру Института металлокерамики и спецсплавов АН УССР и одновременно начал проводить исследования в секторе прочности, организованном по инициативе академика Г. С. Писаренко.
В 1964 году защитил кандидатскую, в 1973 году — докторскую диссертацию. В 1966 году на базе данного сектора был создан Институт проблем прочности (с 2002 года институт носит имя своего основателя Г. С. Писаренко). Работал в институте с первых дней его существования, пройдя путь от младшего к главному (2003) научному сотруднику. В 1968—2003 годах возглавлял отдел физических основ прочности и разрушения. В 1984 году присвоено учёное звание профессора.
Умер 17 мая 2017 года в Киеве.

## Научная деятельность
Автор более 300 научных работ, опубликованных в Украине и за рубежом, в том числе 11 монографий. Член редакционной коллегии журнала «Проблем прочности».